# Spokane Chiefs
Spokane Chiefs je americký juniorský klub ledního hokeje, který sídlí ve Spokane ve státě Washington. Od roku 1985 působí v juniorské soutěži Western Hockey League. Založen byl v roce 1985 po přestěhování týmu Kelowna Wings do Spokane. Své domácí zápasy odehrává v hale Spokane Veterans Memorial Arena s kapacitou 10 759 diváků. Klubové barvy jsou červená, bílá a modrá.
Nejznámější hráči, kteří prošli týmem, byli např.: Jan Hrdina, Roman Tvrdoň, Jared Cowen, Valerij Bure, Michael Grabner, Trent Whitfield, Jason LaBarbera, Jakub Langhammer, Ray Whitney, Matt Keith, Ondřej Roman nebo Pat Falloon.

## Úspěchy
- Vítěz Memorial Cupu ( 2× )
  - 1991, 2008
- Vítěz WHL ( 2× )
  - 1990/91, 2007/08

## Přehled ligové účasti
Zdroj: 
- 1985–2001: Western Hockey League (Západní divize)
- 2001– : Western Hockey League (Americká divize)